# Граф Верулам

Герб віконтів Грімпстон.

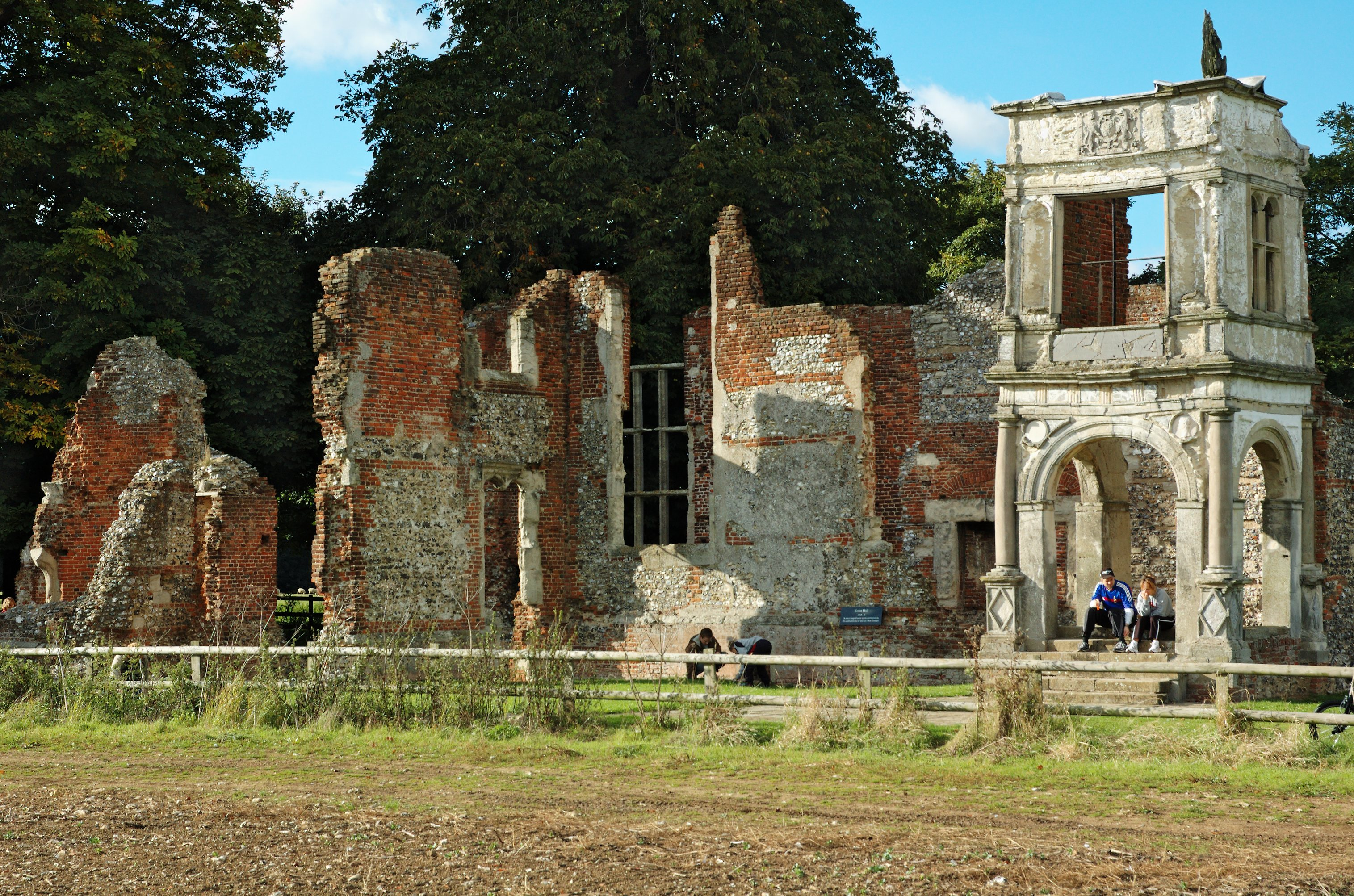
Руїни старої резиденції Горгамбарі-Хаус.

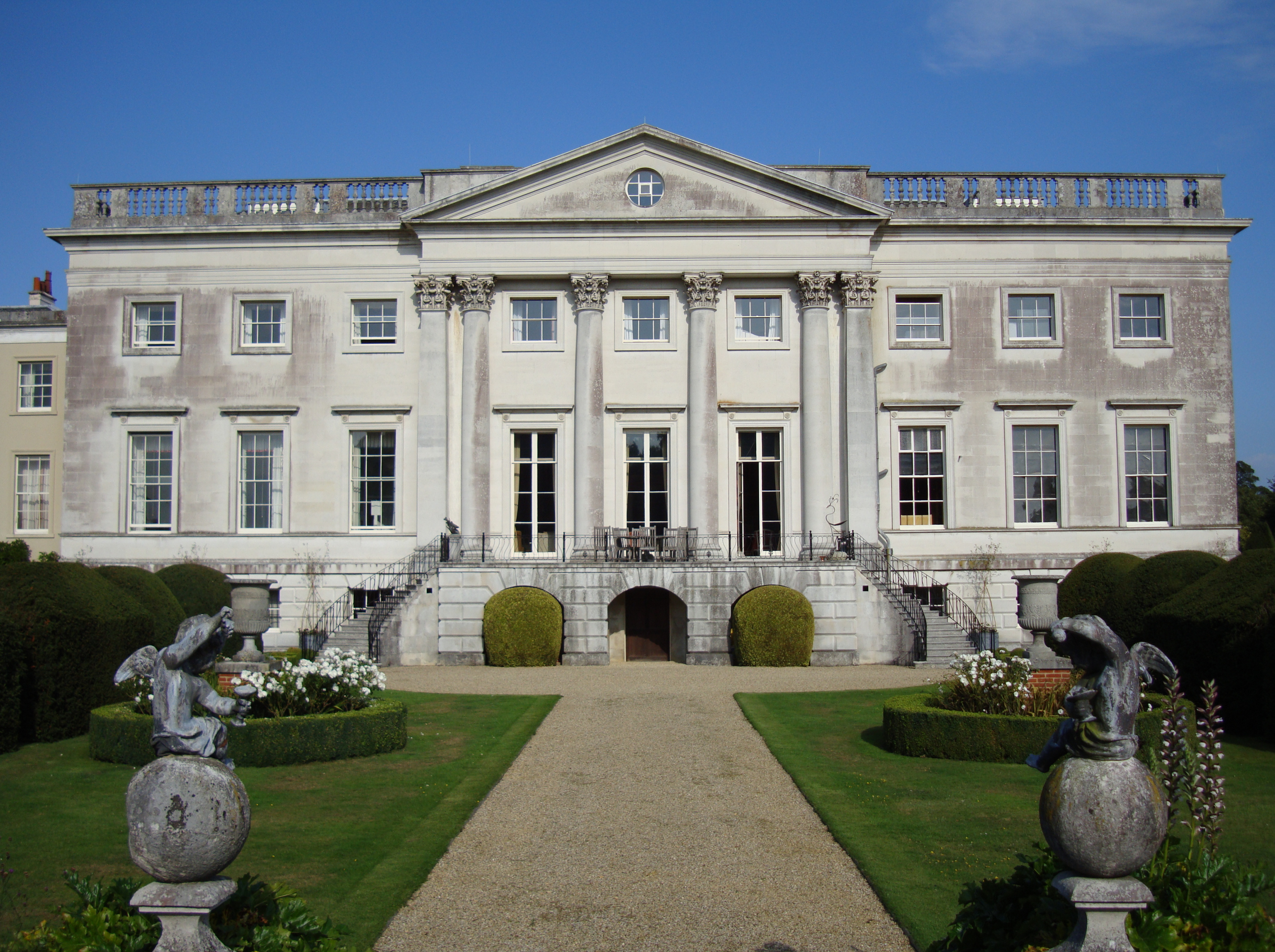
Нова резиденція Горгамбарі-Хаус побудована в 1777 – 1784 роках.

Віконт Грімпстон (англ. - Viscount Grimston) – аристократичний титул в перстві Ірландії. 

## Гасло віконтів Грімпстон
MEDIOCTRIA FIRMA – «Помірне стабільне» (лат.)

## Історія віконтів Грімпстон
Титул віконта Грімстон та барона Дайнбойн були створені в перстві Ірландії в 1719 році для Вільяма Грімпстона, що був депутатом парламенту від Сент-Олбана. При народжені Вільям Грімстон мав прізвище Вільям Лакін. Він внучатим племінником сера Семюеля Грімстона – ІІІ баронета Грімпстона з Бредфілда. Титул баронета Грімпстон зник після його смерті в 1700 році. Вільям Лакін успадкував маєтки сера Семюеля Грімстона та взяв його прізвище. У 1737 році він успадкував від свого старшого брата титул V баронета Літл-Волтем. Титули успадкував його син, що став ІІ віконтом Грімпстон. Він теж був обраним депутатом Палати громад парламенту і представляв Сент-Олбанс та Хартфоршир. У 1790 році він отримав титул барона Верулам з Горхембрі, що в графстві Герфорд в перстві Великобританії. Титул успадкував його син Джеймс Грімпстон, що став IV віконтом Грімпстон. Він отримав титул графа Верулам у 1815 році. Крім того, він отримав титул віконта Грімпстон у перстві Великобританії. У 1808 році він успадкував титул лорда Форрестера в перстві Шотландії від свого двоюрідного брата по материнській лінії. Титули успадкував його син, що став ІІ графом Верулам. Він був політиком, належав до партії консерваторів (торі), займав посади в перших двох урядах графа Дербі. Титули успадкував його син, що став ІІІ графом Верулам. Він став депутатом парламенту від Сент-Олбанс, належав до партії консерваторів. Його онук, VI граф Верулам успадкував титул від свого старшого брата, теж був депутатом парламенту від Сент-Олбанс, теж належав до партії консерваторів. 
На сьогодні титули належать його сину, що став VII графом Верулам. Він успадкував цей титул у 1973 році.
Титул баронет Лакін з Літл-Волтем, що в графстві Ессекс був створений в баронетстві Англії в 1629 році для Вільяма Лакіна. ІІ баронет Лакін був депутатом парламенту і представляв Гарвіч. Від IV баронета Лакін титул успадкував його молодший брат – Вільям Грімстон, що став І віконтом Грімпстон. Лорд Верулам володіє титули в перствах Англії, Шотландії, Великобританії, Ірландії. Іншим родичем цієї родини був Роберт Грімстон – І барон Грімпстон з Вестбері. Він був сином преподобного каноніка Роберта Грімпстона – третього сина другого графа Верулам. 
Родовим гніздом віконтів Грімпстон є Горгамбарі-Хаус, що поблизу Сент-Майкл, Хартфордшир.        

## Баронети Лакін (Грімпстон) з Літл-Волтем (1629)
- Сер Вільям Лакін (1594 – 1660) – І баронет Лакін
- Сер Капелл Лакін (1622 – 1680) – ІІ баронет Лакін
- Сер Вільям Лакін (помер близько 1708 р.) – ІІІ баронет Лакін
- Сер Гарботл Лакін (1683 – 1737) – IV баронет Лакін
- Сер Вільям Грімстон (бл. 1684 – 1756) – V баронет Лакін (був нагороджений титулом  віконт Грімстон у 1719 році)

## Віконти Грімпстон (1719)
- Вільям Грімстон (бл. 1683 – 1756) – І віконт Грімстон
- Джеймс Грімстон (1711 – 1773) – ІІ віконт Грімстон
- Джеймс Бакнелл Грімстон (1747 – 1808) – ІІІ віконт Грімстон
- Джеймс Уолтер Грімстон (1775 – 1845) – IV віконт Грімстон (нагороджений титулом граф Верулам у 1815 році)

## Графи Верулам (1815)
- Джеймс Уолтер Грімстон (1775 – 1845) – І граф Верулам
- Джеймс Уолтер Грімстон (1809 – 1895) – ІІ граф Верулам
- Джеймс Уолтер Грімстон (1852 – 1924) – ІІІ граф Верулам
- Джеймс Уолтер Грімстон (1880 – 1949) – IV граф Верулам
- Джеймс Брабазон Грімстон (1910 – 1960) – V граф Верулам
- Джон Грімстон (1912 – 1973) – VI граф Верулам
- Джон Дункан Грімстон (нар. 1951) – VII граф Верулам

Спадкоємцем титулів є син теперішнього власника титулів Джеймс Волтер Грімстон (1978 р. н.) Спадкоємцем спадкоємця титулів є його син Джон Іннес Арчі Грімстон (нар. 2010).